# Grotesken
Grotesken is de benaming voor een overdaad aan opeengestapelde en symmetrische versiering. Grotesk komt van het woord grot.

## Paleis van Nero

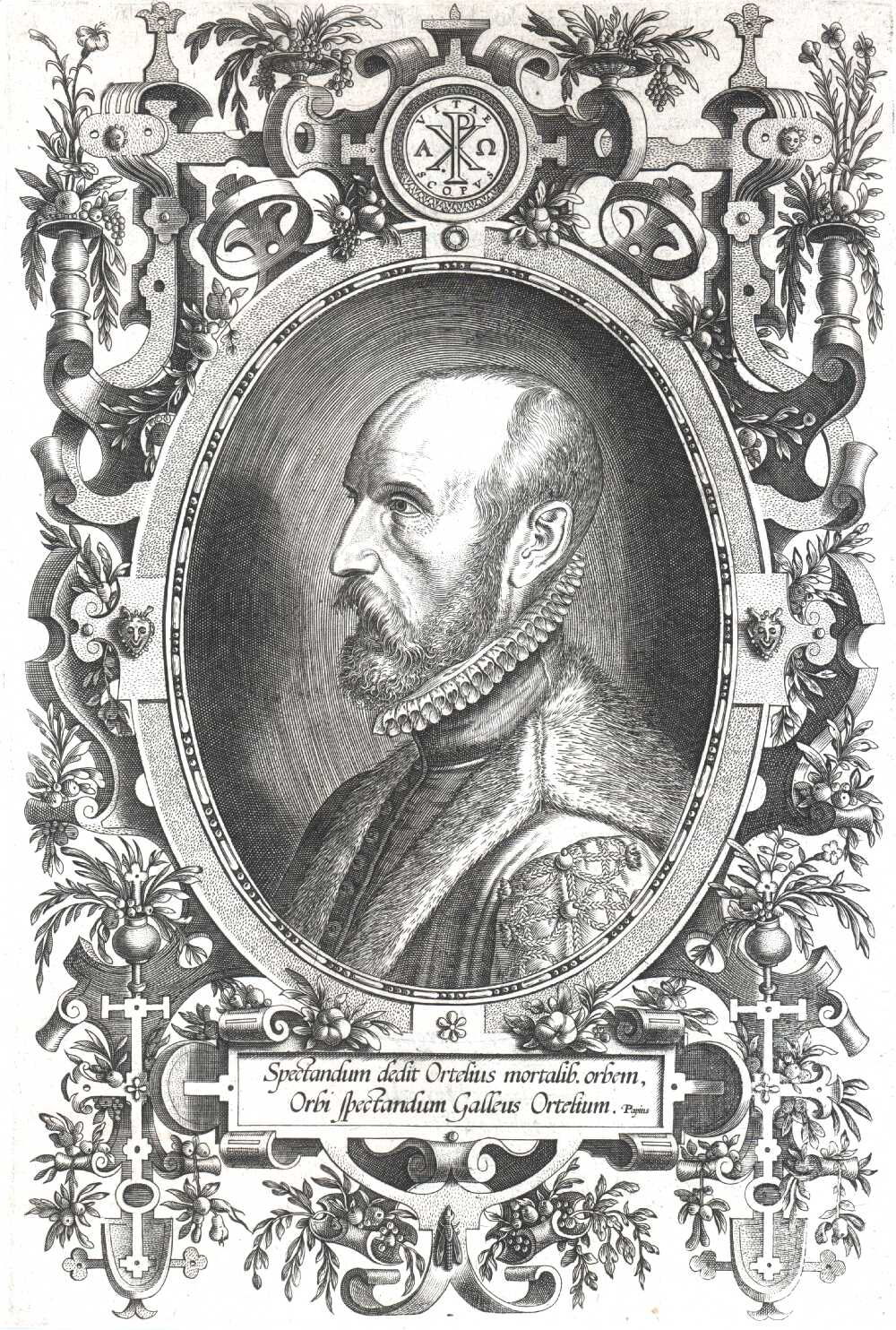
Portret met rolwerk in de omlijsting

Aan het einde van de 15e eeuw werden in Rome de resten van het Paleis van Nero, het na de brand van Rome gebouwde Domus Aurea, opgegraven. Deze resten lagen begraven onder zoveel puin van volgende bouwwerken dat men dacht dat het versierde grotten waren. De plafondschilderingen waren opmerkelijk goed bewaard en zij hebben de schilderkunst van de late renaissance en het maniërisme sterk beïnvloed. Opvallend is de invloed van de grotesken op Rafaël geweest. Deze schilder versierde de stansen in het Vaticaan met aan de grotten ontleende motieven.

## Taal en literatuur
Ook in de boekdrukkunst werden grotesken veel gebruikt als versiering en omlijsting, men spreekt dan ook wel van rolwerk. Het Nederlands dankt de uitdrukking grotesk aan de uit hun proporties getrokken figuurtjes op de schilderingen. Deze missen vaak de benen, hebben drie borsten of zijn anderszins mismaakt of verwrongen.